# Las Palmas, Salto de Agua
Las Palmas är en ort i Mexiko.   Den ligger i kommunen Salto de Agua och delstaten Chiapas, i den sydöstra delen av landet, 800 km öster om huvudstaden Mexico City. Las Palmas ligger 52 meter över havet och antalet invånare är 329.
Terrängen runt Las Palmas är kuperad åt nordväst, men åt sydost är den platt. Runt Las Palmas är det ganska glesbefolkat, med 38 invånare per kvadratkilometer. Närmaste större samhälle är Salto de Agua, 8,8 km nordväst om Las Palmas. Trakten runt Las Palmas består till största delen av jordbruksmark.